# 浜松べんがら横丁
浜松べんがら横丁（はままつべんがらよこちょう）は、かって静岡県浜松市中区（現：中央区）鍛冶町に存在した、横丁文化をテーマとした施設である。

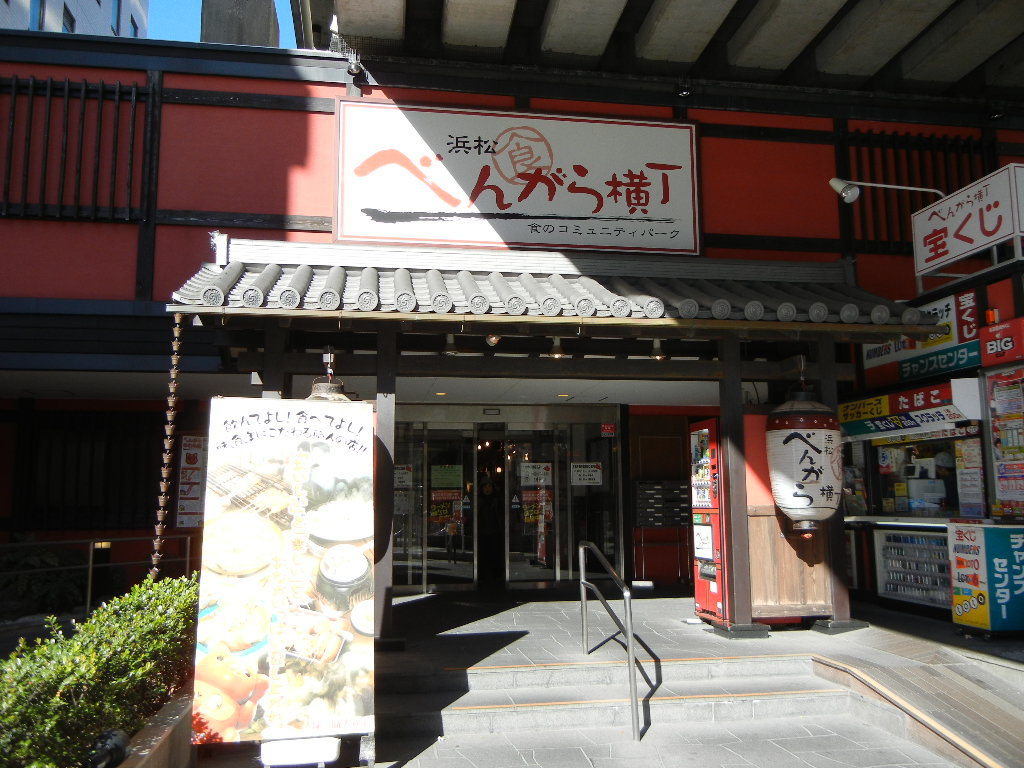
遠州鉄道高架下に存在した浜松べんがら横丁(現在は閉鎖)

## 概要
市中心部再開発事業の一環として遠州鉄道鉄道線の高架下にあった市営新川駐車場を再開発して2006年3月3日にオープンした。当初はラーメンと焼き鳥のフードテーマパークをコンセプトとし、2006年度の入店客は100万人にのぼった。一時はうどんや鍋料理など様々な店が出店していた。しかし、その後テナントとして入居していた店舗の閉店や撤退が相次ぎ、2013年度の入店客は17万人とピーク時の2割未満に減少した。このため、有識者らによる浜松市の評価会議において2014年7月に「現状での事業継続は困難」との評価が下され、浜松市は2016年3月での事業の見直しを決定した。営業店舗も2014年8月にはうなぎ料理店1店舗、とんかつ専門店1店舗の計2店舗のみとなり、結局浜松市からの要請により、2015年12月30日をもって閉鎖され、解体された。
建物敷地は浜松市所有となっている。なお、NHK大河ドラマ『おんな城主 直虎』の放送に合わせて観光PR施設『浜松出世の館』が期間限定(2017年1月→2018年1月末)で開設されていた。その後さらに改装され2019年1月6日、跡地には浜松魅力発信館TheGATEがオープンしたが、2021年3月末で閉館した。その後跡地には何も入居せず空きテナントとなっていたが、2022年には解体され更地に戻った。